# Kanazawa
Kanazawa (japanska: 金沢市?, Kanazawa-shi) är residensstaden i Ishikawa prefektur i Japan. Folkmängden uppgår till cirka 460 000 invånare. Kanazawa är känt för traditionell porslinstillverkning (japanska: 九谷焼?, kutaniyaki) som uppstod i byn Kutani (i nuvarande Yamanaka) i mitten på 1600-talet, en tradition som sedan återupptogs i Kanazawa under början på 1800-talet, samt dekoration av kimonor (japanska: 加賀友禅?, kagayuzen) som började utföras under edoperioden kring år 1700.

## Geografi
Kanazawa är belägen vid Japanska havet och gränsar till Japanska alperna, Hakusan nationalpark och Notohalvöns nationalpark. Staden ligger mellan floderna Sai och Asano.

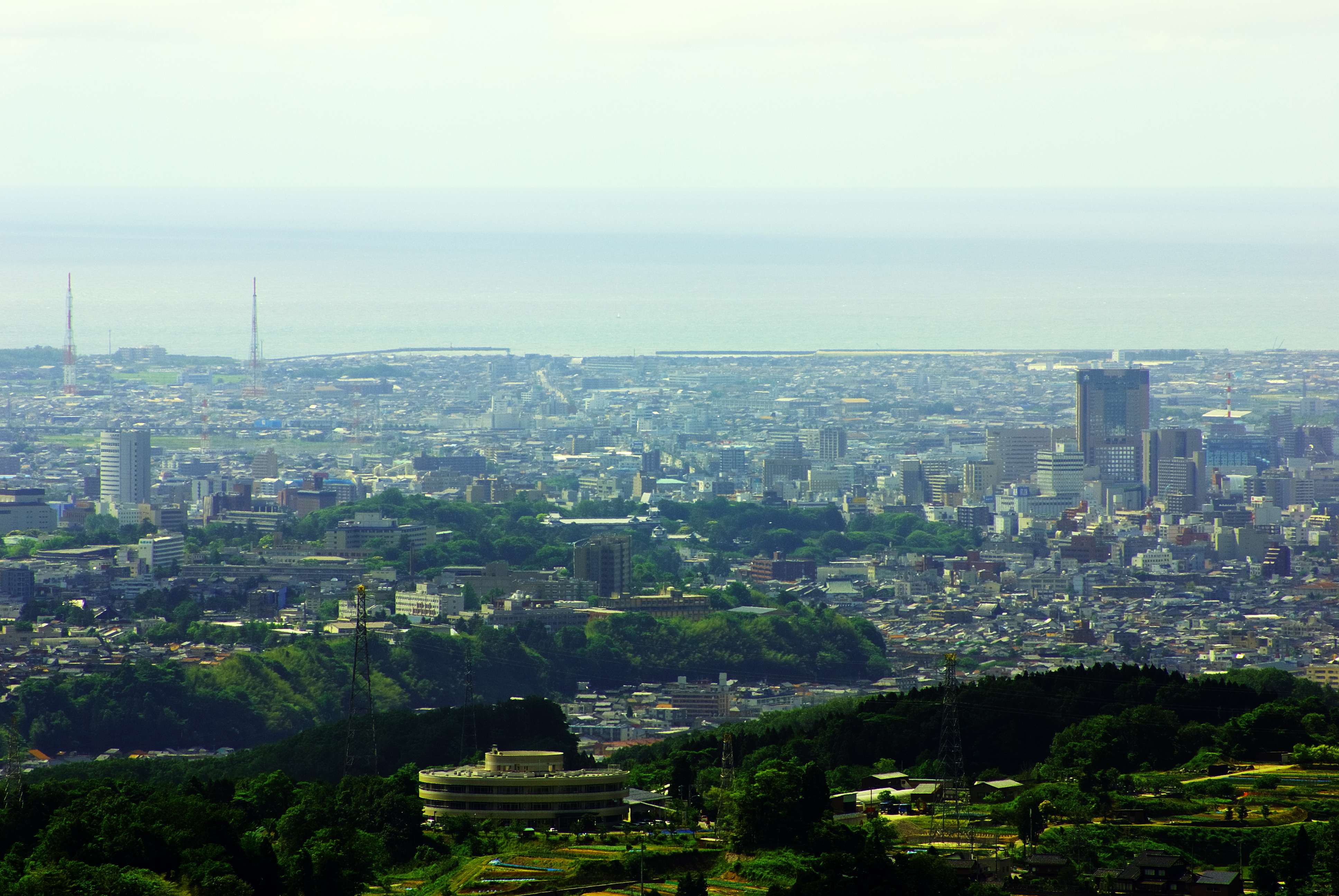
Vy över Kanazawa.

## Historia
Den moderna staden Kanazawa grundades 1 april 1889  och har sedan 1996
status som kärnstad (japanska: 中核市?, Chūkakushi) enligt lagen om lokalt självstyre.

## Kommunikationer
Sedan 14 mars 2015 går Hokuriku Shinkansen till Kanazawa. En förlängning till Tsuruga är under byggnad.